# San José Villa de Allende
San José Villa de Allende es una localidad del Estado de México, cabecera del Municipio de Villa de Allende. En el censo de 2020 estaba poblado por 1547 habitantes.

## Historia
La población fue fundada oficialmente en 1542 bajo el nombre de San José Malacatepec. En 1778 obtuvo la categoría de villa. En algún momento del siglo XIX la localidad fue rebautizada como San José Villa de Allende, en honor al líder insurgente Ignacio Allende. En 1878 se estableció el Municipio de Villa de Allende, con cabecera en la localidad homónima.